# Red Is Dead
 (novembre 2018).
Si vous disposez d'ouvrages ou d'articles de référence ou si vous connaissez des sites web de qualité traitant du thème abordé ici, merci de compléter l'article en donnant les références utiles à sa vérifiabilité et en les liant à la section « Notes et références ».
Red Is Dead est un film dans un film : il s'agit d'un mauvais film d'horreur projeté dans le film La Cité de la peur.
Il s'agit d'un pastiche de série Z, ce qui, par l'effet comique qu'il suscite, tombe dans le nanar.
Seules les dernières minutes de Red Is Dead sont montrées, au tout début de La Cité de la peur. Il s'agit d'un long-métrage car même si la durée du film n'est pas clairement indiquée, il requiert plusieurs bobines lors de sa projection au palais des festivals. Ce film raconte l'histoire de plusieurs personnages assassinés à la faucille et au marteau par un tueur communiste nommé Youri qui réprime tout profit monétaire.
Ce film dans le film ne compte que quelques répliques très brèves qui ont toutes été extrêmement populaires dans la seconde moitié des années 1990, tout comme une grande partie de celles issues de La Cité de la peur en général.
Red Is Dead est inspiré du film dans le film qui apparaît au début de L'Homme homard venu de Mars, où l'on retrouve quelques similarités,[source insuffisante].

## Résumé
Sandy et Benjamin sont un couple capitaliste. Lors d'une soirée où ils ont invité les Johnson à dîner, Youri, un assassin communiste, apparaît, armé d'une faucille et d'un marteau. Ses victimes sont, dans l'ordre, Jim, Susanne, Ludovic, Maximillien et Toto, le chat, que Youri tue en lui donnant un coup de pied, le propulsant contre un mur où il s'écrase, représenté par une peluche à la qualité douteuse.
Les extraits présentés dans La Cité de la peur commencent par une scène dans laquelle Youri a apparemment été tué, et Sandy laissée pour seule survivante. Elle est surprise par Benjamin qui pose une main sur son épaule et l'assure que « cet affreux cauche-mar est terminé ! ». Les Johnson arrivant bientôt, Benjamin décide de faire du ménage dans leur salon rempli de sang, plumes et débris divers pendant que Sandy va se détendre en prenant un bain.
Les deux s'adonnent à leur tâche en chantant « Il ne peut plus rien nous arriver d'affreux maintenant ». Sandy sort de la salle de bain en lâchant : « Ce bon bain m'a fait du bien. ».
Tandis que le coucou de l'horloge siffle une fois, Youri se relève. Terrifié, Benjamin écarte Sandy et l'envoie par inadvertance se fracasser le crâne sur la cheminée. Celle-ci lui assure que « ce n'est pas grave » avant de perdre connaissance.
Benjamin fuit vers sa voiture (une Ford Mustang décapotable de 1964) et cherche laborieusement la clé dans un énorme trousseau. Après plusieurs erreurs grossières, il ouvre enfin la porte de sa décapotable tandis que Youri, marchant de manière lente et caricaturale, s'approche de lui. Assis dans sa décapotable, il allume stéréo, fax et règle son rétroviseur. Enfin il répond à un appel téléphonique (« J'te rappelle, c'est affreux ! »).
Se souvenant à ce moment-là qu'il a oublié d'éteindre l'aspirateur, il ouvre la porte et envoie bien involontairement Youri sur une grille électrique qui le propulse dans une mare de mazout (signalée par la présence d'un panneau indiquant « Mazout. Ne pas se jeter dedans »).
Benjamin éteint l'aspirateur et revient à la voiture pour répondre à un second appel le prévenant de la présence de Youri dans son dos (« Attention Benjamin derrière toi ! C'est affreux ! »). Ben utilise son téléphone pour contrer la faucille du tueur et réussit à lui faire perdre l'équilibre. Youri est de nouveau propulsé dans la mare de mazout (le panneau d'avertissement étant devenu « Mazout. Ne pas se re-jeter dedans »).
Benjamin sort un briquet qu'il envoie sur la mare de mazout en prononçant sa dernière réplique : « Meurs, pourriture communiste ! » Le liquide s'enflamme et le feu attaque Youri. Benjamin allume alors la musique, qui démarre avec l'annonce vocale de son titre : Red Is Dead, avec un accent français très prononcé et s'éloigne à bord de la Ford Mustang en actionnant son klaxon sur l'air de la Cucaracha.
Le plan final du film montre la mare de mazout de laquelle on voit émerger les bras de Youri, qui rit, tenant toujours la faucille et le marteau.

### Connexion avecLa Cité de la peur
Pendant le générique de Red Is Dead, on voit que la projection de presse, pour le marché du film de Cannes durant le festival de cinéma dans la même ville, est quasi déserte et que le peu de journalistes présents est soit indifférent, soit hostile au film. C'est le point de départ de l'intrigue de La Cité de la peur, l'enquête sur un homme assassinant tous les projectionnistes du film, avec la même tenue et les mêmes armes que Youri, notamment la faucille et le marteau.
On apprend par Odile Deray, l'attachée de presse jouée par Chantal Lauby dans La Cité de la peur, que le metteur en scène est « à l'asile » et que le producteur est « en taule ». Le personnage principal, Benjamin, est joué par Simon Jérémi, qui est lui-même joué par Dominique Farrugia. Sandy, la femme de Benjamin, est jouée par Sandy Brookshield, rôle interprété par Hélène de Fougerolles.

## Distribution
- Simon Jeremi (Dominique Farrugia) : Benjamin
- Alain Chabat : Youri
- Sandy Brookshield (Hélène de Fougerolles) : Sandy
- David Bestoff (Christophe Luthringer) : Jim
- Don Voyelle (Florence Joubert) : Susan
- Clint Consonne : Jean-Paul
- Bob J. MacLef (Guillaume de Montlivault) : Maximilien
- Ryon O'Nouille (Lionel Cagniart) : Ludovic
- Tulles à vue : Kim Onku
- Pascal Pascal : Bernard
- Robert Miro : Robert
- Albert Mozarella : un serveur
- Roberta Sunshine : une serveuse
- Luke : gardien de la paix 1
- Serge Durens : un présentateur
- Roy Gicle : l'ouvreur
- Frank Robert : un videur
- Stefan Von Frustergen : Toto

## Influence
Dans la version française du jeu vidéo Red Dead Redemption sorti en 2010, un succès (sur Xbox 360) ou trophée (sur PlayStation 3) est intitulé Red Is Dead, décerné après que le joueur a terminé le jeu à 100 %.
Lors du classico belge de football opposant le Standard de Liège au club d'Anderlecht le 25 janvier 2015, les supporters liégeois affichent une banderole géante mettant en scène Jason Voorhees après la décapitation de Steven Defour, ancien capitaine liégeois passé chez le rival bruxellois. « Red or Dead » est alors la phrase marquée sur ce calicot, en référence humoristique au film La Cité de la peur même s'il s'ensuit une polémique.
Dans son film Santa et Cie, sorti en 2017, Alain Chabat place une affiche de Red Is Dead sur la devanture d'un cinéma, aux côtés d'autres affiches de films imaginaires (Horrorrious, Farka, Multiwarz),.
Le 20 janvier 2024, un jeu d'enquête gratuit célèbre les trente ans du film, dans le cadre du festival d'humour Drôlement bien, à Besançon.